# Selección de fútbol playa de China
La Selección de fútbol playa de China es el equipo que representa al país en la Copa Mundial de Fútbol Playa de FIFA, en el Campeonato de Fútbol Playa de la AFC y en los Juegos de Playa de Asia; y es controlada por la Asociación de Fútbol de China.

## Estadísticas

### Copa Mundial de Fútbol Playa FIFA
| Copa Mundial de Fútbol Playa FIFA | Copa Mundial de Fútbol Playa FIFA | Copa Mundial de Fútbol Playa FIFA | Copa Mundial de Fútbol Playa FIFA | Copa Mundial de Fútbol Playa FIFA | Copa Mundial de Fútbol Playa FIFA | Copa Mundial de Fútbol Playa FIFA | Copa Mundial de Fútbol Playa FIFA |
| Año                               | Ronda                             | J                                 | G                                 | G+                                | P                                 | GF                                | GC                                |
| --------------------------------- | --------------------------------- | --------------------------------- | --------------------------------- | --------------------------------- | --------------------------------- | --------------------------------- | --------------------------------- |
| 2005                              | No participó                      | No participó                      | No participó                      | No participó                      | No participó                      | No participó                      | No participó                      |
| 2006                              | No clasificó                      | No clasificó                      | No clasificó                      | No clasificó                      | No clasificó                      | No clasificó                      | No clasificó                      |
| 2007                              | No clasificó                      | No clasificó                      | No clasificó                      | No clasificó                      | No clasificó                      | No clasificó                      | No clasificó                      |
| 2008                              | No clasificó                      | No clasificó                      | No clasificó                      | No clasificó                      | No clasificó                      | No clasificó                      | No clasificó                      |
| 2009                              | No clasificó                      | No clasificó                      | No clasificó                      | No clasificó                      | No clasificó                      | No clasificó                      | No clasificó                      |
| 2011                              | No clasificó                      | No clasificó                      | No clasificó                      | No clasificó                      | No clasificó                      | No clasificó                      | No clasificó                      |
| 2013                              | No clasificó                      | No clasificó                      | No clasificó                      | No clasificó                      | No clasificó                      | No clasificó                      | No clasificó                      |
| 2015                              | No clasificó                      | No clasificó                      | No clasificó                      | No clasificó                      | No clasificó                      | No clasificó                      | No clasificó                      |
| 2017                              | No clasificó                      | No clasificó                      | No clasificó                      | No clasificó                      | No clasificó                      | No clasificó                      | No clasificó                      |
| 2019                              | No clasificó                      | No clasificó                      | No clasificó                      | No clasificó                      | No clasificó                      | No clasificó                      | No clasificó                      |
| 2021                              | No clasificó                      | No clasificó                      | No clasificó                      | No clasificó                      | No clasificó                      | No clasificó                      | No clasificó                      |
| 2024                              | No clasificó                      | No clasificó                      | No clasificó                      | No clasificó                      | No clasificó                      | No clasificó                      | No clasificó                      |
| 2025                              | No clasificó                      | No clasificó                      | No clasificó                      | No clasificó                      | No clasificó                      | No clasificó                      | No clasificó                      |
| Total                             | 0/12                              | -                                 | -                                 | -                                 | -                                 | -                                 | -                                 |

### Copa Asiática de Fútbol Playa
| Copa Asiática de Fútbol Playa | Copa Asiática de Fútbol Playa | Copa Asiática de Fútbol Playa | Copa Asiática de Fútbol Playa | Copa Asiática de Fútbol Playa | Copa Asiática de Fútbol Playa | Copa Asiática de Fútbol Playa | Copa Asiática de Fútbol Playa |
| Año                           | Ronda                         | J                             | G                             | G+                            | P                             | GF                            | GC                            |
| ----------------------------- | ----------------------------- | ----------------------------- | ----------------------------- | ----------------------------- | ----------------------------- | ----------------------------- | ----------------------------- |
| 2006                          | Cuarto lugar                  | 4                             | 1                             | 0                             | 3                             | 10                            | 16                            |
| 2007                          | Fase de grupos                | 2                             | 0                             | 1                             | 1                             | 6                             | 7                             |
| 2008                          | Cuarto lugar                  | 4                             | 1                             | 0                             | 3                             | 6                             | 19                            |
| 2009                          | Fase de grupos                | 3                             | 0                             | 0                             | 3                             | 4                             | 14                            |
| 2011                          | Cuartos de final              | 4                             | 2                             | 0                             | 2                             | 10                            | 9                             |
| 2013                          | Séptimo lugar                 | 5                             | 3                             | 0                             | 2                             | 33                            | 18                            |
| 2015                          | Sexto lugar                   | 6                             | 2                             | 1                             | 3                             | 16                            | 28                            |
| 2017                          | Fase de grupos                | 4                             | 0                             | 0                             | 4                             | 3                             | 24                            |
| 2019                          | Fase de grupos                | 3                             | 1                             | 0                             | 2                             | 14                            | 14                            |
| 2023                          | Cuartos de final              | 4                             | 2                             | 0                             | 2                             | 10                            | 22                            |
| 2025                          | Fase de grupos                | 3                             | 0                             | 1                             | 2                             | 7                             | 11                            |
| Total                         | 11/11                         | 42                            | 12                            | 3                             | 27                            | 109                           | 160                           |